# Gare de Bossière
La gare de Bossière est une gare ferroviaire située sur le territoire de la commune suisse de Lutry dans le canton de Vaud.

## Situation ferroviaire
Établie à 524 mètres d'altitude, la gare de Bossière est située au point kilométrique 5,78 de la ligne Lausanne – Berne, entre les gares de La Conversion (en direction de Lausanne) et de Grandvaux (en direction de Berne).
Elle est dotée de deux voies encadrées par deux quais.

## Histoire
La gare a été construite en 1862 tandis qu'un bâtiment-abri a été ajouté en 1934.

## Service des voyageurs

### Accueil
Gare des CFF, elle est dotée d'un bâtiment voyageurs à proximité duquel se situe un distributeur automatique de titres de transport.

### Desserte
La gare fait partie du réseau RER Vaud, assurant des liaisons rapides à fréquence élevée dans l'ensemble du canton de Vaud. Elle est desservie chaque heure par la ligne S5 qui relie Allaman à Palézieux,.

### Intermodalité
Les Transports publics de la région lausannoise desservent la gare à distance au niveau de l'arrêt Lutry, Bossières par la ligne 69 reliant le port de Lutry aux hauts de Lutry.